# Місак Торлакян
Місак Торлакян (варіант імені — Міссак, вірм. Միսաք Թորլաքեան; 1888, або 1889, або 13 листопада 1894 року, махалля Пінарлі, район Йомра(Greek: Γέμουρα), провінція Трабзон, Османська імперія — 12 листопада 1968) — вірменський народний месник, член партії Дашнакцутюн і учасник операції "Немезіс": вбив 18 липня 1921 року в Константинополі Бехбуд-хана Джаваншира, колишнього міністра внутрішніх справ і представника радянського Азербайджану, якому організація винесла вирок за вірменську різанину в Баку у 1915-1918 роках.

## Біографія

### Ранні роки
Народився 1888 або 1889 року, або 13 листопада 1894 року в Трабзоні (махалля Пінарлі, район Йомра, Greek: Γέμουρα), Османська імперія.
Навчався у школі за місцем свого народження. У 17 років він організував групу з шести вірменських месників-партизан, яка також займалася добуванням зброї та боєприпасів. У 1910 році він протистояв репресіям проти вірмен та й сам зазнавав постійних утисків з боку турецької влади.

### Роки Першої світової війни тагеноциду вірмен
У віці 18 років вступив до вірменської революційної партії "Дашнакцутюн". Брав участь у формуванні вірменських загонів самооборони в Трапезунді, а також поставив їм значну кількість зброї.
Під час Першої світової війни, уникаючи військової служби в турецькій армії, покинув гори. У 1915-1918 роках займався розвідкою, працюючи на російську армію: своїми вмілими діями, отримавши інформацію про турецькі позиції, завдав великої шкоди турецьким військам.
У 1918 році група з 600 осіб, в яку входив Місак Торлакян, допомагала Андраніку в Ерзурумі.

### Атентат в рамкахоперації «Немезіс»
Пізніше він поїхав до Батумі, далі у Константинополь, де 18 липня 1921 року перед готелем Pera Palace скоїв вбивство Бехбуд-хана Джаваншира, колишнього міністра внутрішніх справ Азербайджанської Демократичної Республіки, а тепер представника більшовиків, якого вірменські радикали з Дашнакцутюн звинувачували у різанині вірмен у Баку.

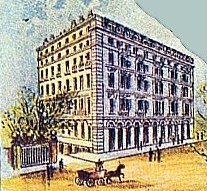
Готель Pera Palace у Стамбулі, 1900.

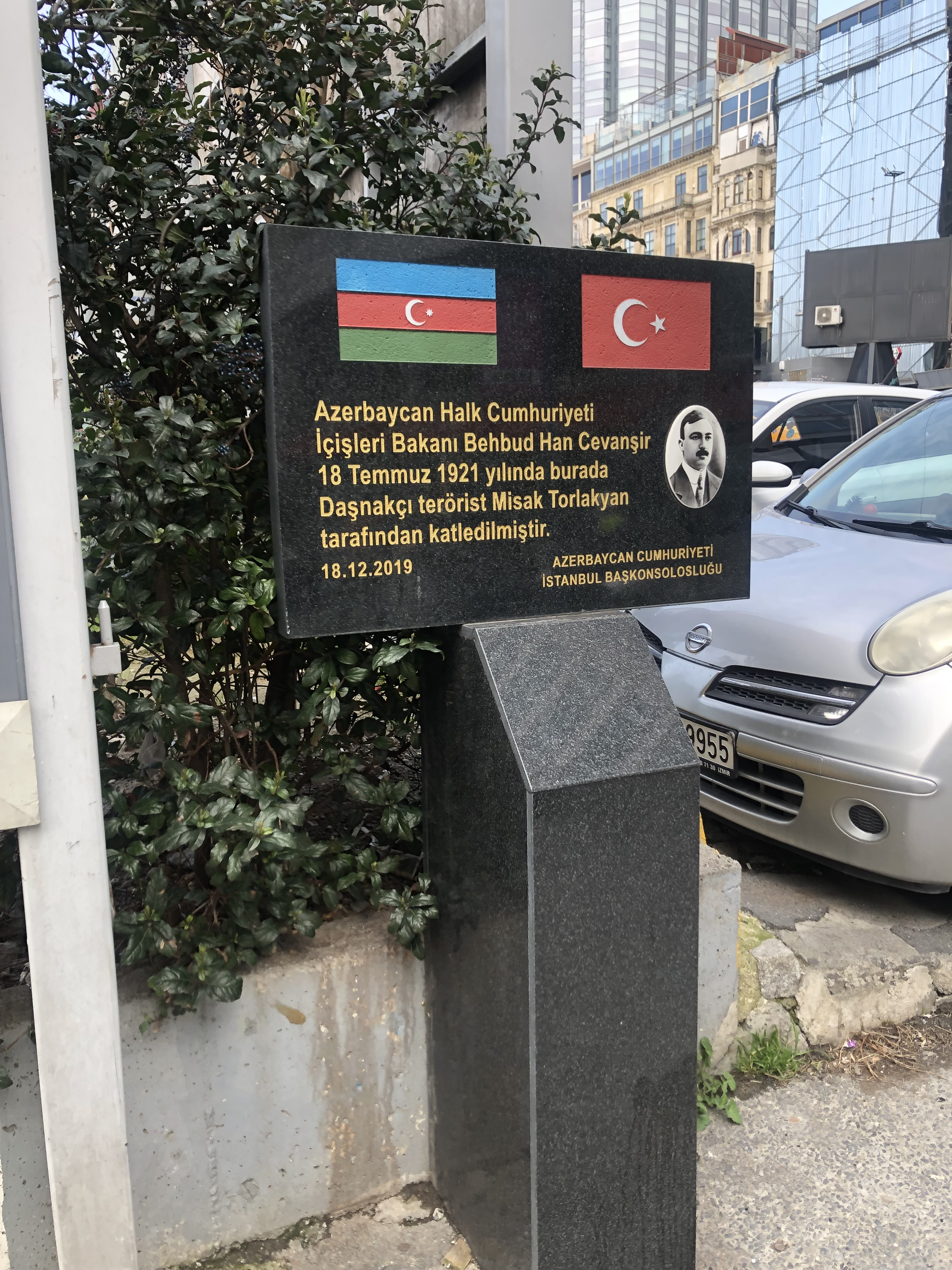
Меморіал, присвячений вбивству Бехбуд-хана Джаваншира.

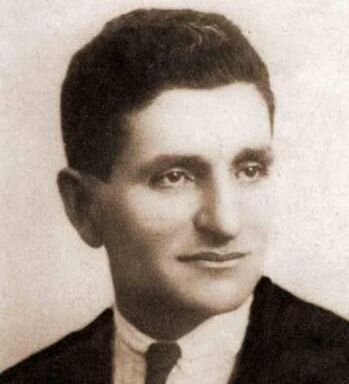
Міссак Торлакян у молоді роки.

6 жовтня 1921 року англійський суд визнав Торлакяна винним у злочині, але звільнив через «психічний розлад» - той мав епілепсію.
Щоб вплинути на військового суддю та присяжних у процесі над Торлакяном, як вірменська, так і турецька сторони залучили до суду експертів з історії, теології, філософії, фізіології, психології та політики. Як і у випадку з іншим виконавцем-кіллером з операції "Немезіс" Согомоном Тейліряном, вбивцю фактично було виправдано. Отже, ці два випадки розкривають домінуючу політичні стратегії німців, турків, вірмен та азербайджанців після Першої світової війни.
Вже у листопаді 1921 року трибуналом Торлакян був висланий до Греції, де згодом був звільнений і поїхав до Белграда та Бухареста.

### Роки Другої світової війни
Під час Другої світової війни вступив до Вірменського легіону: працював у Криму, Новоросійську, визволивши з полону (завербувавши) багатьох вірменів.
1943 року увійшов до складу вірменської розвідувально-диверсійної групи AG-114 (Абвергрупа-114, Abwehrgruppe-114), яку очолював "генерал Дро".
«Після Сталінградської битви керівництво Абверу почало роботу над створенням спеціальної вірменської групи, в основі якої була частина агентів AG-101 (була створена в травні 1941 року). Її доповнила розвідгрупа "генерала Дро" Канаяна загальною чисельністю до 70 осіб: група Абверу була створена на початку квітня 1943 року, а до цього підпорядковувалася AG-101. Група при створенні отримала номер 114 і стала називатися «Зондеркоманда Дромедар» («Sonderkommando Dromedar») або група спеціального призначення «Дромедар» («Dromedar»). Командиром AG-114 був призначений "генерал Дро" Кананян. Вже в липні 1943 року особовий склад цієї групи налічував 100-120 чоловік, весь її склад на правому рукаві кітеля мав шеврон вірменського триколору (1918-1920) - щит «ARMENIEN», який був обов'язковим для всіх Вірменські легіонери на службі в німецькій армії.
Повною мірою AG-114 продемонстрував свої можливості при взятті та утриманні міста Керч, куди на парашутах була десантована розвідгрупа «Дромедар-І». У них були документи відступаючих радянських воїнів, а в замаскованих сумках радіоапаратура, фотоапарати, мапи позицій і рельєфу тилів радянського фронту. Група неодноразово контактувала з розвідгрупами та агентами спецпідрозділу Бергмана (special Bergmann compound). Ця група також вела контррозвідувальну діяльність на окупованих територіях Північного Кавказу, впроваджуючи своїх агентів серед вірменського населення, а також вела постійну антирадянську пропаганду серед вірмен.
Крім антирадянської діяльності, центр також створив місцеві осередки Вірменського національного комітету (ANC, ВНК) і національні формування, які згодом були направлені для захисту вірменського населення в Криму та інших регіонах. За розповідями та листами місцевих вірмен, ANC практично у всіх великих населених пунктах мала свої центри та штаби, які всіляко намагалися допомогти вірменам, наприклад, видаючи підробні документи. Крім матеріальної допомоги, комітет використовував будь-яку можливість, щоб агітувати за Німецький Рейх і показати людям, що тільки Гітлер може подбати про вірмен. Почалося їх переселення в «історичні» міста і околиці, де, на їх думку, мали жити тільки вірмени: окремі школи створювалися тільки для вірмен; серед дітей велася активна робота за створення Великої Вірменії під протекторатом Третього Райху.
Що стосується абвергрупи «Дромедар», то вона найбільш активізувалася в Криму з початком літа 1943 р. Члени контррозвідувальної групи «Тігріс» («Тигр») Місак Торлакян, А. Тер-Аветисян та інші почали організовувати вірменські загони самооборони і одночасно переслідувати радянських агентів і партизанів, знищуючи їх при виявленні. У пропаганді ВНК Радянський Союз порівнювався з Османською імперією, а вступ на службу в німецьку армію був для них патріотичним і правильним вчинком...»
Після створення Вірменського легіону Торлакян відповідав в ньому за агентурну та таємну диверсійно-розвідувальну діяльність, виступаючи проти секретних турецьких планів поширення ідеї пантюркізму на Кавказі: отримані ним турецькі документи він представив Альфреду Розенбергу, що стало однією з причин недовіри лідерів Третього райху до Туреччини як до союзника.

### Післявоєнні роки
У післявоєнні роки жив у Штутгарті , Німеччина, а з 1952 року — у Каліфорнії (США).

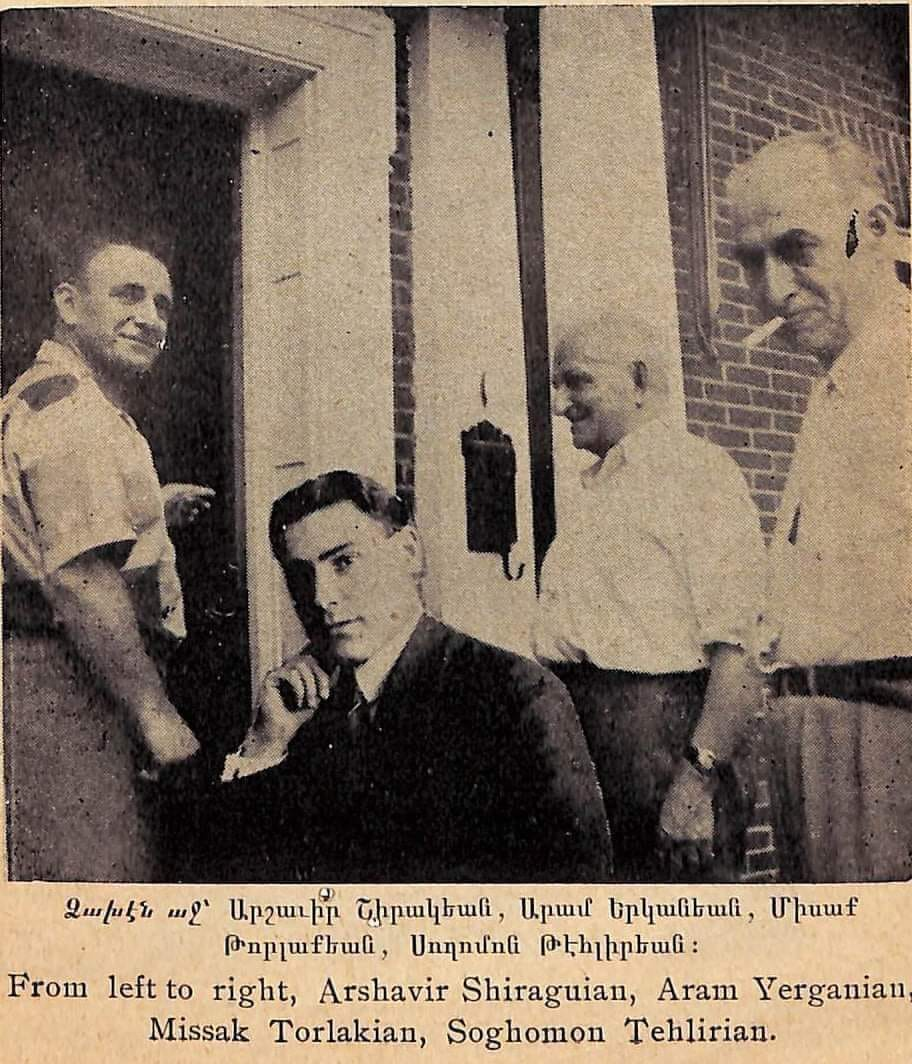
Зліва направо: Аршавір Ширакян, Арам Єрганян, Місcак Торлакян, Соґомон Тейлірян.

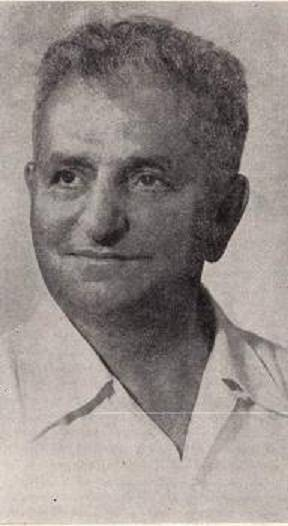
Місак Торлакян у зрілі роки, Каліфорнія, США.

Перед смертю був благословенний Католикосом Вірменської церкви Вазгеном І, який перебував тоді з візитом у США. Помер 12 листопада 1968 року у Монтебелло, Каліфорнія. Похований на кладовищі Евергрін, Лос-Анджелес .

## Пам'ять
- У 2015 Вірменія випустила поштову марку, присвячену Операції «Немезіс».

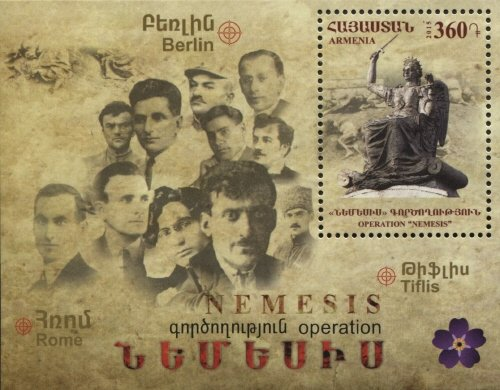
Поштова марка, присвячена Операції «Немезіс»

- Ім'я Місака Торлакяна викарбувано на відкритому 25 квітня 2023 року фонтані-меморіалі «Лицарям національної гідності» в четвертій частині єреванського центрального парку[14].

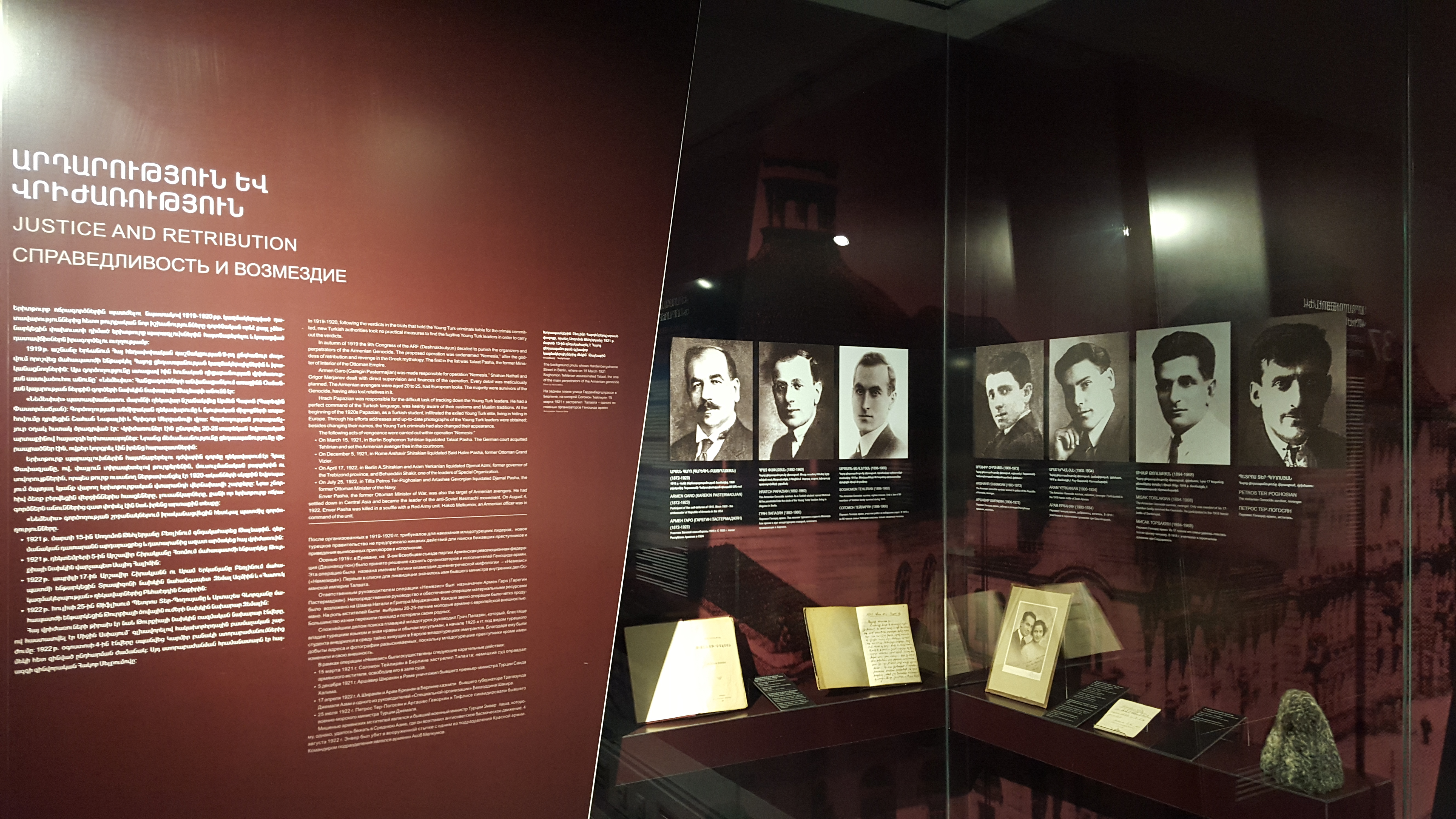
Виставка, присвячена операції «Немезіс», в Музеї Геноциду в Єревані.

## Твори
У 1953 році в Лос-Анджелесі були опубліковані мемуари Торлакяна «Օրերուս հետ» («З Орерусом»):

### Видання
- «З Орером», США, 1953, 568 с.
- «З Орерусом», Бейрут, 1963.
- «З Орером», Тегеран, 1982, 588 с.
- «З Орерусом», Бейрут, 2001, 624 с.